# 1678 Хвеен
1678 Хвеен (1678 Hveen) — астероїд головного поясу, відкритий 28 грудня 1940 року.
Тіссеранів параметр щодо Юпітера — 3,172.